# Варганов, Артём Олегович
Арте́м Оле́гович Варга́нов (род. 6 августа 2004, Нижний Новгород) — российский футболист, защитник софийской «Славии».

## Биография
Родился в Нижнем Новгороде.
Воспитанник нижегородской СШОР №8, тренер Георгий Борисович Ладыгин. 27 августа 2020 года перешёл в академию «Чертаново».
16 января 2023 года подписал профессиональный контракт с клубом «Кубань Холдинг». 7 мая 2023 года в матче Второй лиги против новороссийского «Черноморца» дебютировал в профессиональном футболе.
В июле 2023 года пополнил состав молодёжной команды клуба «Пари Нижний Новгород». 14 декабря 2023 года подписал контракт с основной командой.
1 октября 2024 года в матче Кубка России дебютировал за основной состав.
18 февраля 2025 года был куплен софийской «Славией». 19 мая 2025 года в матче против пловдивского «Локомотива» дебютировал в чемпионате Болгарии.

## Статистика выступлений
| Выступление      | Выступление       | Выступление      | Лига | Лига | Кубки | Кубки | Итого | Итого |
| Клуб             | Лига              | Сезон            | Игры | Голы | Игры  | Голы  | Игры  | Голы  |
| ---------------- | ----------------- | ---------------- | ---- | ---- | ----- | ----- | ----- | ----- |
| Кубань Холдинг   | Вторая лига       | 2022/23          | 1    | 0    | 0     | 0     | 1     | 0     |
| Кубань Холдинг   | Итого             | Итого            | 1    | 0    | 0     | 0     | 1     | 0     |
| Пари НН          | РПЛ               | 2024/25          | 0    | 0    | 2     | 0     | 2     | 0     |
| Пари НН          | Итого             | Итого            | 0    | 0    | 2     | 0     | 2     | 0     |
| → Пари НН-2      | Вторая лига («Б») | 2024             | 18   | 1    | —     | —     | 18    | 1     |
| → Пари НН-2      | Итого             | Итого            | 18   | 1    | —     | —     | 18    | 1     |
| Славия (София)   | Первая лига       | 2024/25          | 2    | 0    | 0     | 0     | 2     | 0     |
| Славия (София)   | Первая лига       | 2025/26          | 1    | 0    | 0     | 0     | 1     | 0     |
| Славия (София)   | Итого             | Итого            | 3    | 0    | 0     | 0     | 3     | 0     |
| Всего за карьеру | Всего за карьеру  | Всего за карьеру | 22   | 1    | 2     | 0     | 24    | 1     |